# Mecaphesa persimilis
Mecaphesa persimilis là một loài nhện trong họ Thomisidae.
Loài này thuộc chi Mecaphesa. Mecaphesa persimilis được Otto Kraus miêu tả năm 1955.